# Croton-on-Hudson
Croton-on-Hudson is een village (dorp) in de Amerikaanse staat New York, en valt bestuurlijk onder Cortlandt, Westchester County. In 1898 werd het gesticht als een onafhankelijk dorp. Het ligt ongeveer 57 km ten noorden van Midtown Manhattan.

## Geschiedenis
Het gebied was oorspronkelijk bewoond door de Kitchawanc stam, een onderdeel van het Algonkin-volk. Croton is waarschijnlijk afgeleid van de inheemse leider Kenoten en betekent "wilde wind". In 1645 werd een vredesverdrag getekend tussen de Nederlandse kolonisten en de Kitchawanc bij een rots in Croton Point Park.
In 1677 kocht Stephanus Van Cortlandt, die later burgemeester van Nieuw-Amsterdam (tegenwoordig: New York) werd, grond in het gebied. In 1697 kreeg Cortlandt het patent voor de Manor of Cortlandt van koning-stadhouder Willem III. In het begin van de 18e eeuw vestigden zich Engelse Quakers in Mount Airy. In 1749 werd het landhuis Van Cortlandt Manor gebouwd. In 1953 werd het landhuis gekocht door John D. Rockefeller jr..
De stad New York was in de 19e eeuw sterk gegroeid en had behoefte aan schoon drinkwater. Tussen 1837 en 1842 werd een dam gebouwd in de Crotonrivier, en via een aquaduct naar New York geleid. De capaciteit van de oorspronkelijke dam was spoedig te klein, en in 1885 werden plannen gemaakt voor de bouw van de New Croton Dam. Het plan was controversieel, omdat meer dan 400 boerderijen zouden verdwijnen in het reservoir. In 1892 werd met de bouw begonnen, en was in 1906 gereed. De dam heeft een hoogte van 91 meter en een lengte van 667 meter. In 2016 kwam ongeveer 10% van het drinkwater van New York uit de Crotonrivier.
In 1846 werd de spoorlijn Hudson Line aangelegd van New York naar Poughkeepsie. In 1903 werd de lijn geëlektrificeerd tot Croton Point waar de locomotieven moesten worden vervangen door stoomlocomotieven naar Albany. Clifford Harmon kocht grond en stelde het beschikbaar aan New York Central Railroad op voorwaarde dat het station naar hem zou worden vernoemd. In 1913 werd het station Croton-Harmon geopend, en verrees het dorp Harmon rondom het station.

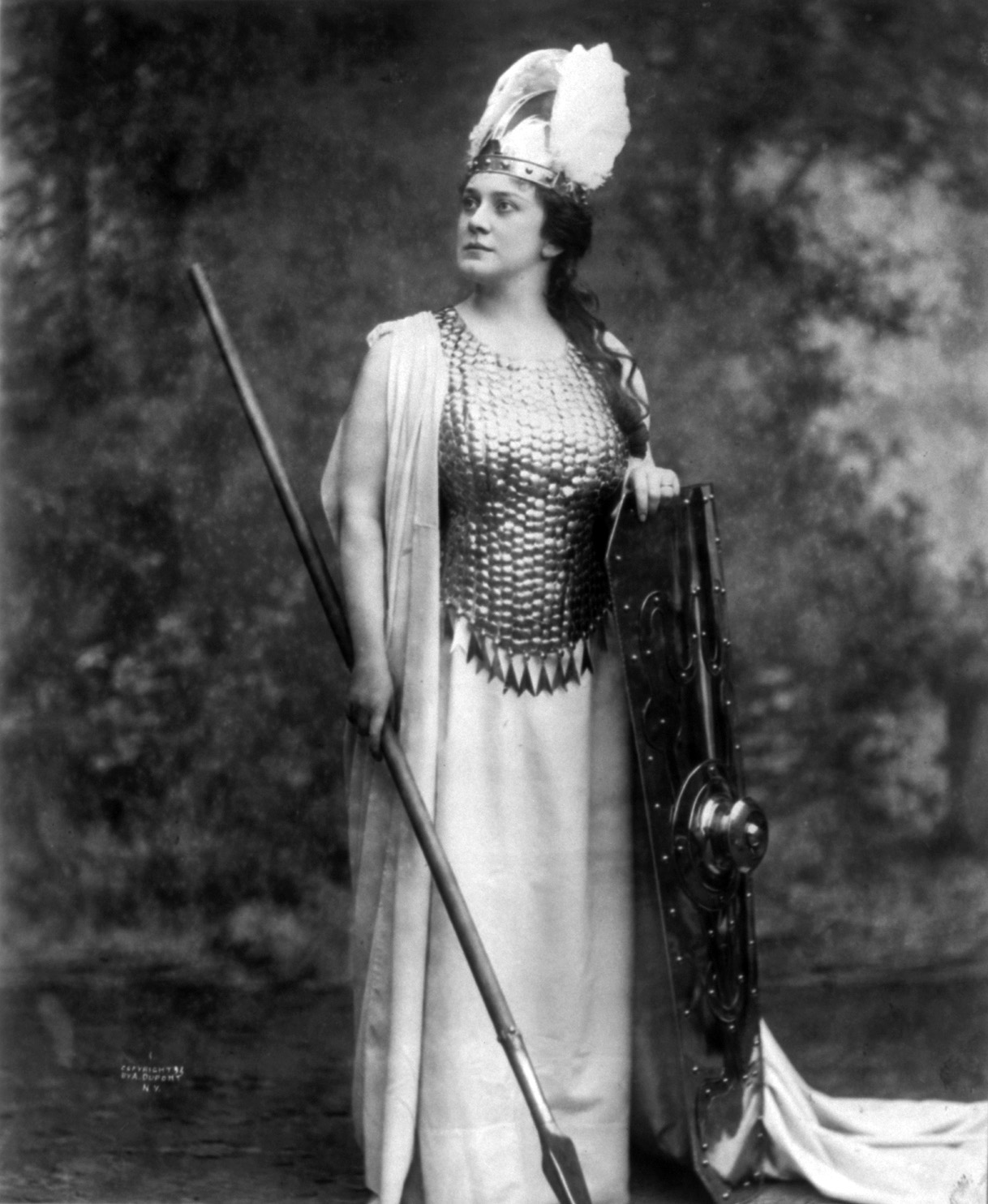
Lillian Nordica als Brünnhilde (1898)

In 1907 werd Harmon verliefd op de operazangeres Lillian Nordica die bekend was onder de naam "Yankee Diva". Nordica verhuisde naar Harmon en stichtte een kunstenaarskolonie. Nordica had het plan opgevat om een groot operahuis te bouwen, en Harmon om te vormen tot een tweede Bayreuth, maar ze stierf in 1914 tijdens een tour in Batavia (tegenwoordig: Jakarta).
In 1932 werden de dorpen Mount Airy and Harmon gefuseerd met Croton-on-Hudson.

## Demografie
In 2020 telde Croton 8.327 inwoners. 73,7% van de bevolking is blank; 3,7% is Aziatisch; 4,2% is Afro-Amerikaans en 15,0% is Hispanic ongeacht ras of etnische groepering. In 2019 was het gemiddelde gezinsinkomen US$137.129, en ligt fors boven het gemiddelde van de New York ($72.108).

## Bekende inwoners
- Gloria Swanson (1899-1983), actrice[10]
- Manny Albam (1922-2001), jazzsaxofonist en producent
- Frances E. Allen (1932-2020), informaticus, eerste vrouw die de Turing Award heeft ontvangen[11]
- Peter Strauss (1947), acteur
- Kristen Anderson-Lopez (1972), tekstschrijfster

## Galerij

Ouderwets verkeerslicht in Croton-on-Hudson
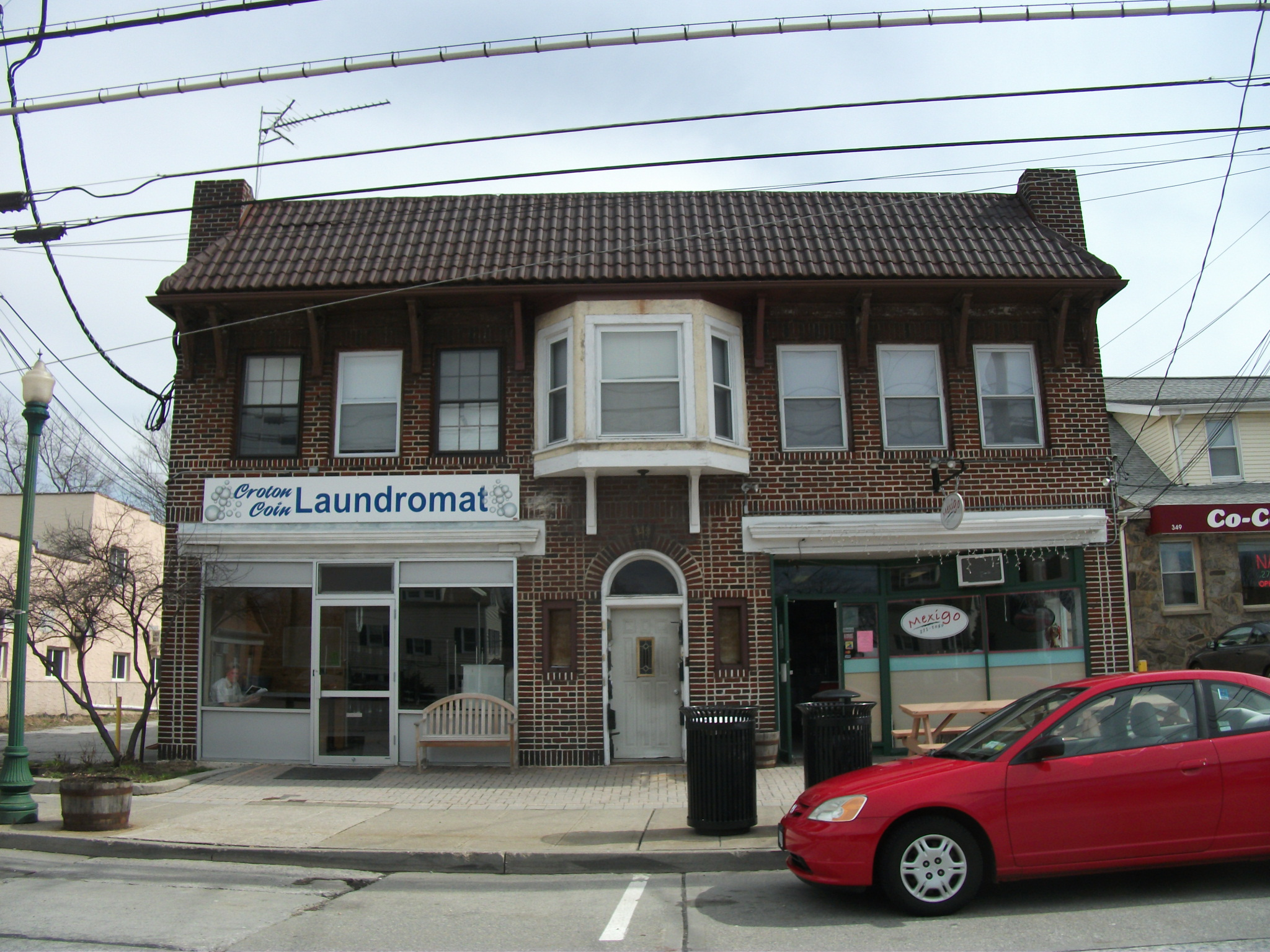
Winkel in Croton-on-Hudson
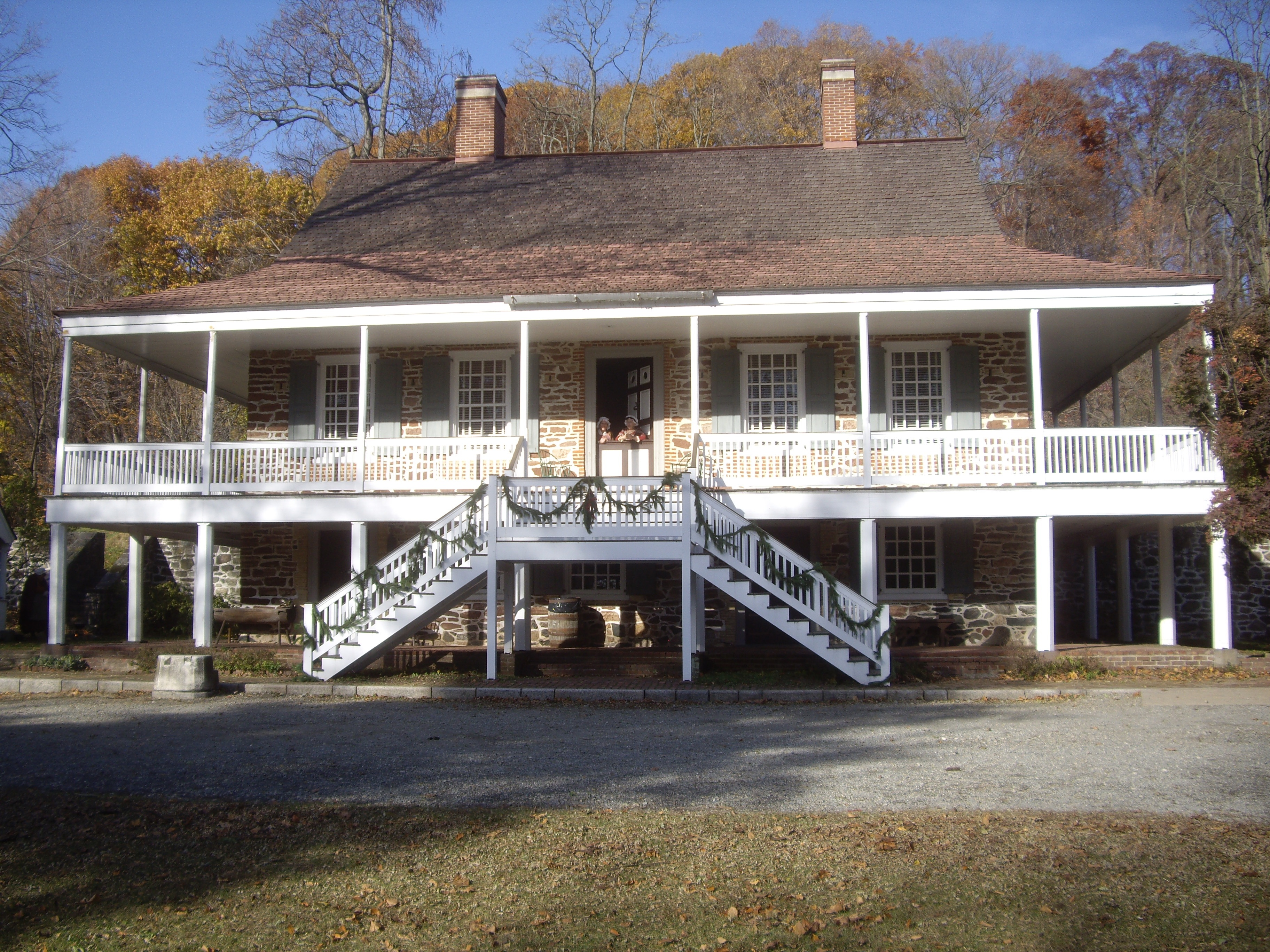
Van Cortlandt Manor
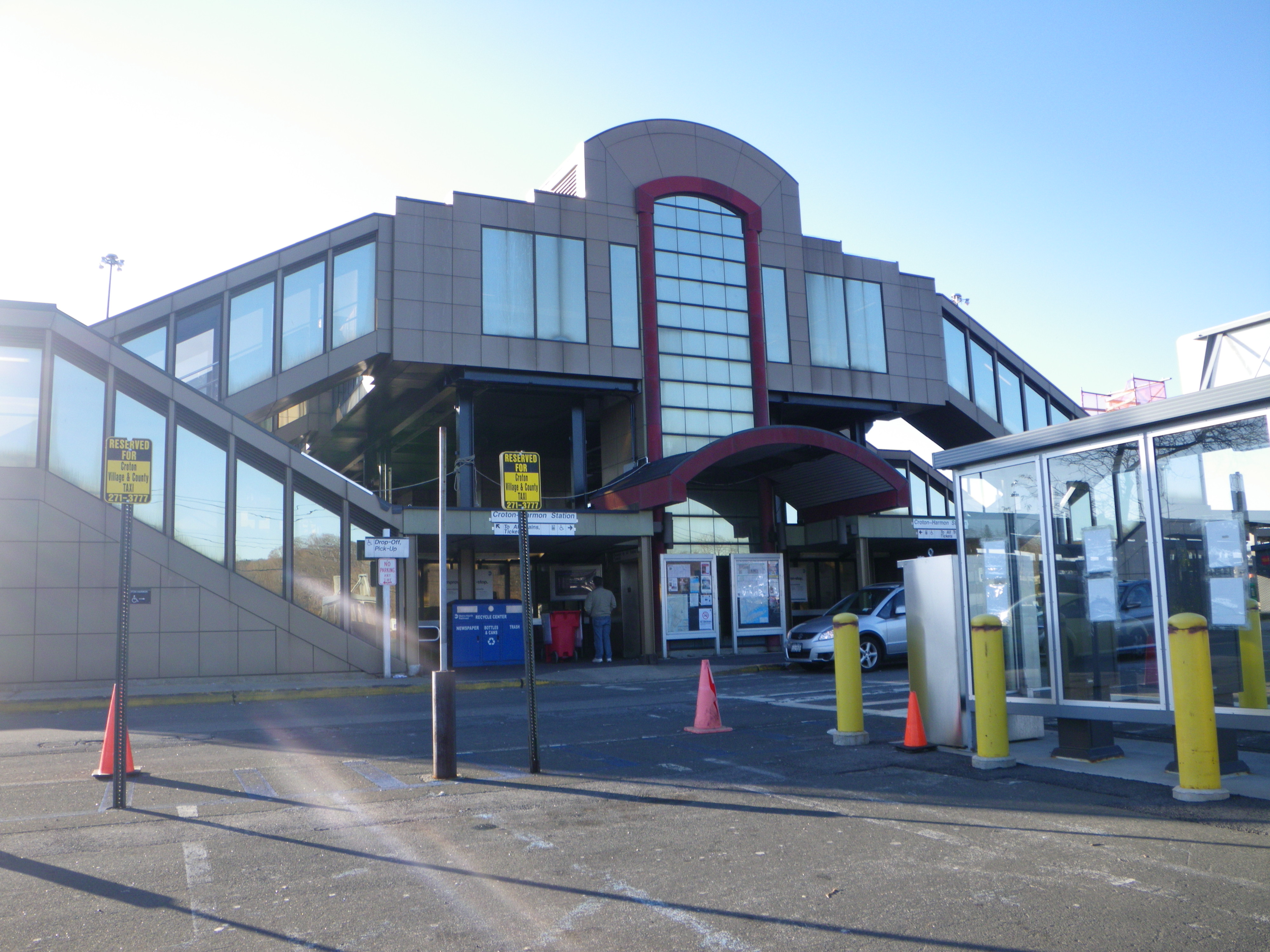
Station Croton-Harmon

- Library of Congress Control Number: n85288558
- MusicBrainz: a0fd0636-0e57-451b-9e48-2ebc7ed9fec5
- Nationale Bibliotheek van Israël: 987007567126105171
- Virtual International Authority File: 168634725
- WorldCat: E39PBJgHdgmrYXHh8hdTBmFYfq